# Weapon Zero
Weapon Zero est une série de comics créée par Marc Silvestri (scénario) et Joe Benitez (dessin), éditée sous le label Top Cow des éditions Image Comics. En France, la série a été éditée par les éditions Semic de 1997 à 1999.

## Auteurs
- Scénario : Joe Benitez, Marc Silvestri, Walt Simonson
- Dessin : Joe Benitez et divers
- Couleur : Nathan Cabrera, Dean White

## Synopsis
Un conflit oppose Les T'siri, une race d'Aliens prônant la conquête des univers quels qu'ils soient, détruisant tout sur leur passage, et les Batai, une nation d'êtres supérieurement avancés au niveau technologique.
Durant ce conflit, plusieurs êtres humains ont été enlevés à des périodes différentes de l'Histoire ; ils ont fait l'objet d'expériences sur la Lune, ce qui leur permet de parler et de lire toutes les langues humaines existantes ou ayant existé, et de se transformer en êtres surpuissants. Le groupe constitué de ces 4 personnes, appelé Weapon Zero, va être recherché par l'Arsenal de la Démocratie qui voit en eux des ennemis aliens.

## Personnages
- Tyson Stone : Colonel de l'armée américaine et astronaute, il va partir sur la Lune où il sera enlevé par les T'siri et deviendra membre de Weapon Zero, il est le seul des Weapon Zero à être contemporain, c'est lui qui va guider les 3 autres membres dans ce nouveau monde. Quand il se transforme, une énorme armure de combat le recouvre en entier et le rend plus fort physiquement. De plus, grâce à ses aptitudes de militaire, il manie parfaitement les armes à feu.

- Jamie : Anglais qui a dans les 17 ans ayant vécu à l'époque de la révolution industrielle, il a une cicatrice sur l'œil gauche. Il ne s'entend pas très bien avec Kikuyo car il la trouve très belle et ne cesse de la draguer. Il supporte mal les règles et quand le colonel Stone n'est pas là, il agit assez comme le leader. Lorsqu'il se transforme, une armure le recouvre à l'exception de la tête, et il est capable de lancer de l'énergie depuis ses poings.

- Kikuyo : Japonaise qui a dans les 16 ans, fille d'un seigneur de clan du XVIe siècle, elle fut enlevée alors que des ninjas allaient l'assassiner. Très fière et prétentieuse, elle supporte très mal Jamie et Janus, elle respecte énormément le colonel Stone et aime beaucoup Valaria. Lorsqu'elle se transforme, une fine armure la recouvre à l'exception de la tête, et des griffes acérées lui poussent.

- Valaria : La plus jeune de Weapon Zero, elle a moins de 13 ans, elle a vécu dans la Rome antique, toujours avec Janus, son ami et animal de compagnie, elle a perdu ses parents très jeune. C'est elle qui est le plus étonné par les avancés technologiques de l'humanité, également très naïve et gentille, sa transformation est très antithétique, elle devient une créature très grande (environ 2,50 m) recouverte d'une énorme armure violette et avec un visage de monstre très proche de Janus.

- Janus : Le chien de Valaria devenu une petite créature extra-terrestre qui n'aime pas les humains à l'exception de Valaria, qui est son ami et qu'il va souvent protéger, malgré sa faible taille et son sens de l'humour très douteux, il aide plus d'une fois Weapon Zero en situation difficile.

## Publication
- États-Unis
  - mini-série Weapon Zero #1-4 (Top Cow, 1997)
  - série régulière Weapon Zero #1-15 et #0 (Top Cow, 1997-1999)
  - crossover Devil's Reign : Weapon Zero/Silver Surfer et Silver Surfer/Weapon Zero (1997)
- France : Weapon Zero n°1-9 (Semic, 1997-1999)